# Bocha
A Bocha (português brasileiro) ou boccia (português europeu) é um esporte jogado entre duas equipes, cada qual tendo direito a seis bochas (bolas) na modalidade trio, quatro bochas na modalidade de duplas — duas para cada atleta —, e quatro também na modalidade individual.
O esporte consiste em lançar bochas (bolas) e situá-las o mais perto possível de um bolim (bola pequena), previamente lançado. O adversário, por sua vez, tentará situar as suas bolas mais perto ainda do bolim, ou "remover" as bolas dos seus oponentes. As canchas devem ter dimensões de 30,50 metros de comprimento, 4 metros de largura e altura uniforme de 30 cm. Com prévia autorização da Comissão Técnica Arbitral Internacional - CTAI, da Confederação Sul-americana de Bocha - CSB e da Confederação Brasileira de Bocha e Bolão - CBBB poderão ser utilizadas canchas com dimensões de 24 m a 27 m de comprimento. A maioria de pessoas que pratica o esporte é composta de idosos, mas o quadro vem mudando nos últimos anos com a adesão de jovens ao esporte.

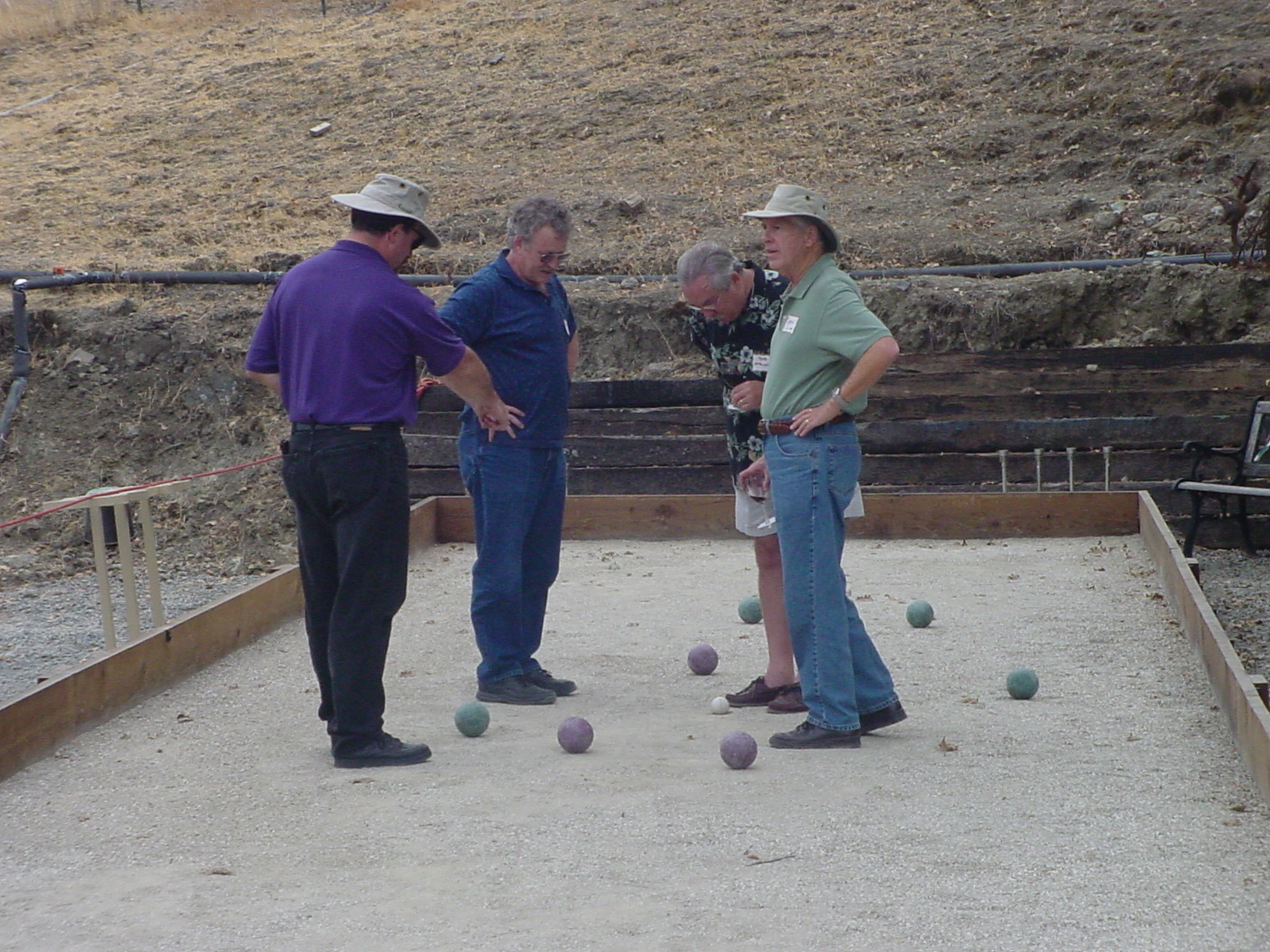
Jogadores de boccia conferindo pontos.

A origem da bocha (conforme alguns historiadores) remonta a um jogo praticado no Antigo Egito e na Antiga Grécia, em que se usavam objetos de formatos esféricos - pedras redondas.

## História
Para Roger Nelson Steiger, no livro: "O emocionante espetacular esporte da bocha", parece, entretanto, não haver dúvidas que o jogo de bocha é de origem italiana e de que seu surgimento se deu no tempo do Império Romano, quando era praticado com o nome de "boccie", sendo durante a expansão do Império levado pelos exércitos de ocupação a todos os povos por eles dominados.
Segundo o autor, já em 1500, o boccie era praticado na França, Itália, Espanha, Portugal, Inglaterra, tendo sofrido daquele tempo até hoje várias transformações e agora é visto como um esporte de considerável prestígio internacional.
Os latinos o propagaram profundamente durante a Idade Média, sendo o mesmo tão popular que é praticado nas praças públicas e nas ruas, a tal ponto que Carlos IV em 1319, e também Carlos V e mais tarde o Patriarca de Veneza, em 1576, foram obrigados a proibir a sua prática.
Hoje em dia a prática deste esporte vem evoluindo cada dia mais, pois é um esporte atrativo que envolve desde crianças até idosos. Hoje, o bocha é mais praticado em canchas sintéticas,de que não necessita tanto esforço para lançar as bolas, ao contrário da areia de que exige mais força.

## Bocha no Brasil
Esta prática foi trazida para a América pelos imigrantes italianos, primeiro para a Argentina e mais tarde para outros países. Os estados de São Paulo, Santa Catarina e Rio Grande do Sul, que receberam grandes concentrações de imigrantes vindos da Itália, foram responsáveis pelo início do esporte no Brasil, que posteriormente se espalhou por Paraná, Rio de Janeiro, Espírito Santo e Minas Gerais.

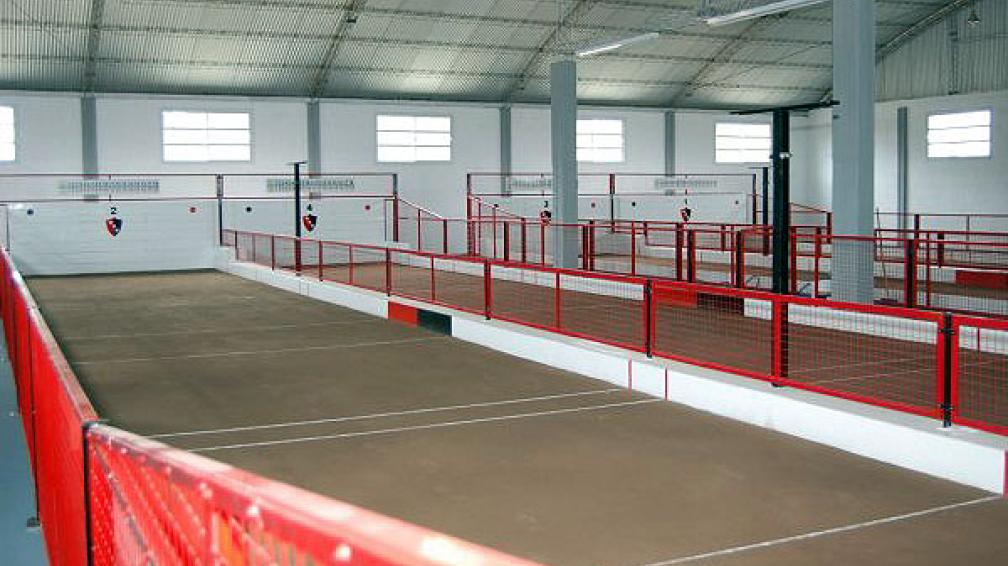
Cancha de Bocha do Newell's Old Boys, em Rosário, Argentina

Este esporte vem sendo praticado em clubes, centros comunitários, empresas, sindicatos, paróquias, praças, praias e CTGs.
O Brasil se fez representar em diversos campeonatos Sul americanos, a partir de 1951. O primeiro Campeonato Brasileiro de Bocha foi realizado em 1964, na cidade de São Paulo, com a participação do Rio Grande do Sul, São Paulo, Rio de Janeiro e Minas Gerais, sagrando-se vencedora a equipe do Rio Grande do Sul. Em 1987, na cidade de São Caetano do Sul, em São Paulo realizou-se o 1º Campeonato Brasileiro Feminino de Bocha. O primeiro Campeonato Sul-Americano de Bocha foi realizado na cidade de Buenos Aires, Argentina, no ano de 1994.   
Em setembro de 2006 o Brasil conquistou seu primeiro Campeonato Mundial de Clubes de Bocha, realizado na cidade de Montenegro, no estado do Rio Grande do Sul, numa vitória da equipe do Círculo Militar de São Paulo contra a equipe da Itália. Integrou a equipe campeã brasileira Alfredo Piovacari (Tico), Maurício Vanetti, José Grizuella (Flaco) e André Backs.  

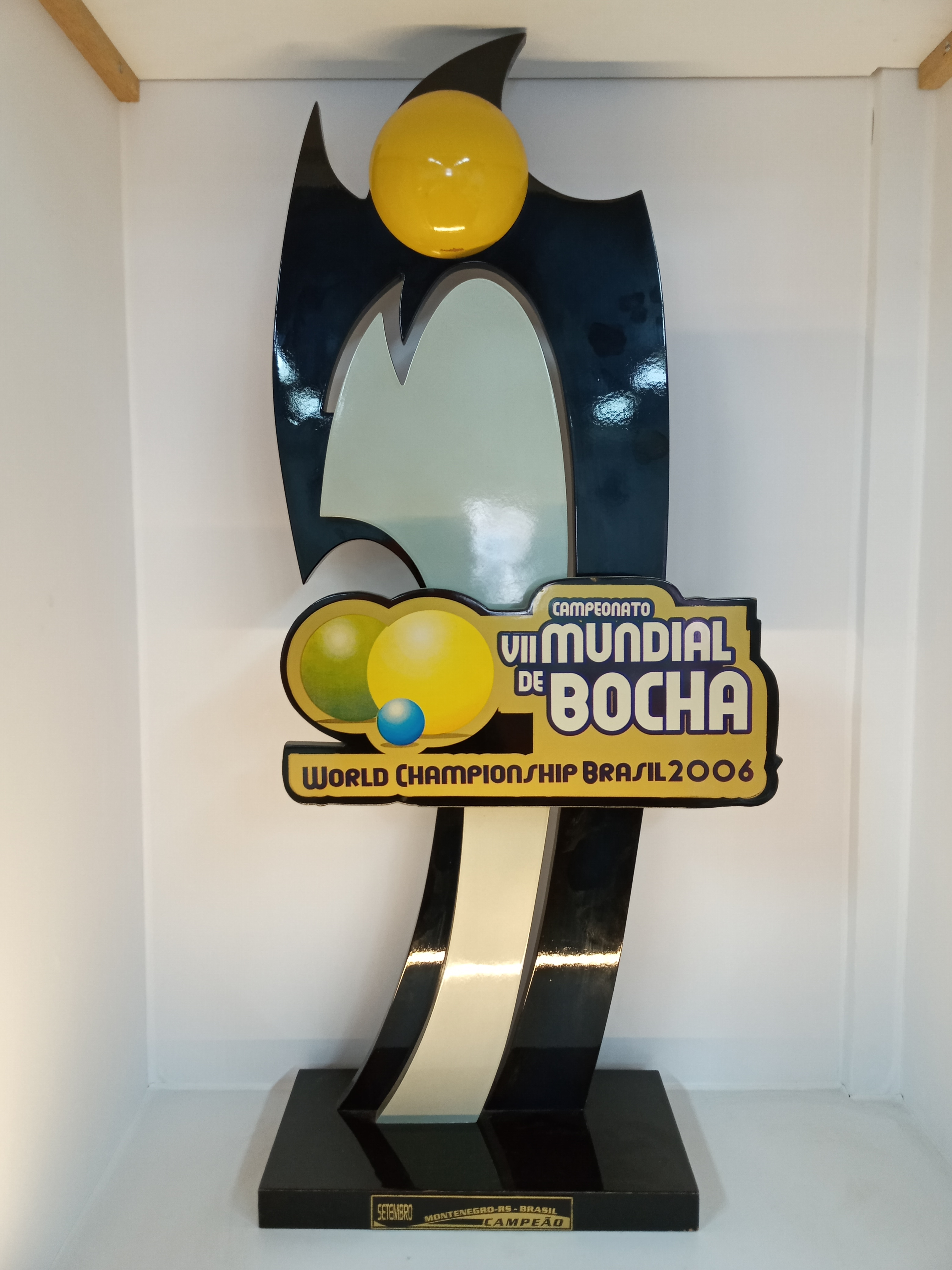
Troféu do Campeonato Mundial de Bocha de 2006

Um dos maiores jogadores de bocha no Brasil é José Mazzer, mais conhecido como Zé do Salto. Reside atualmente na cidade de Salto (São Paulo) e possui no currículo, dentre muitos outros, 8 títulos dos Jogos Abertos do Interior (sendo o último deles conquistado em 2019 em Marília pela equipe de Jaú) e 10 Campeonatos Brasileiros. Zé do Salto é chamado de Pelé da Bocha, devido aos seus feitos no esporte.

### Organização
A bocha atualmente é um esporte organizado em todos os níveis: jovens, adultos e veteranos.
Existe a Confederação Mundial de Bocha e, na América Latina, há a Confederação Sul-Americana de Bocha. No Brasil foi reconhecido como esporte em 1943, no entanto, só ocorreu sua filiação à Confederação Sul-Americana em 1950. A Confederação Brasileira de Bocha tem como filiadas a Federação de Bocha do Paraná, Federação Paulista de Bocha, Federação Bochófila do Estado do Rio de Janeiro, Federação Rio Grandense de Bocha, Federação Brasiliense de Bocha, Federação Catarinense de Bocha, Federação Espírito-santense de Bocha, Federação Mato-grossense de Bocha, Federação Mato Grosso do Sul de Bocha e Federação Mineira Bochófila.
Os clubes são filiados em sua maioria em ligas municipais e regionais. Federações nos estados filiadas à Confederação, que é filiada à Federação Sul-Americana de Bocha.
a bocha é praticada principalmente por pessoas idosas
Em 1944, em Buenos Aires, foi realizado o primeiro Campeonato Sul-Americano de Bocha, mas o Brasil só foi representado no ano de 1957. O primeiro Campeonato Mundial de Bocha foi em 1951.
A partir da década de 1960 a bocha firmou-se no Brasil, com a evolução técnica dos atletas, além da conquista de novos adeptos. Em 1966 as mulheres iniciaram sua participação.
Hoje os jovens são em grande maioria os que disputam os campeonatos estaduais e nacional, tanto feminino como masculino. Apesar do velho conceito de que a bocha é "esporte para idosos", a bocha é praticada por pessoas de todas as idades. É possível encontrar atletas vivendo do esporte da bocha. Nos clubes ainda encontramos canchas naturais, no entanto, os Campeonatos Estaduais são realizados em canchas sintéticas.
Altamente difundido, o Jogo de Bocha atualmente vem sendo jogado em seis categorias diferentes: Categoria “A”; Categoria “B”; Veteranos; Juvenis; Feminino, e Duplas ou Trios Mistos.

## Bocciaem Portugal

Boccia nos Jogos Paraolímpicos.

Em Portugal o termo Boccia (ˈbɔttʃa), termo em italiano que se lê "botchia", difere da Petanca e do Bowling pois aplica-se ao desporto paraolímpico.
O Boccia surgiu em Portugal em 1983, no âmbito de um curso organizado pela Associação Portuguesa de Paralisia Cerebral, sendo que no ano seguinte já fez parte, na qualidade de modalidade de demonstração, do campeonato nacional para a paralisia cerebral.
Sendo uma modalidade paralímpica desde 1984, o palmarés dos portugueses colocavam-nos, em 2017, em primeiro no nível mundial no total de medalhas com 26 medalhas conquistadas, (8 de ouro, 10 de prata e 8 de bronze), mais que qualquer outro país, excepto a Coreia do Sul que tem mais uma medalha de ouro.

## Regras

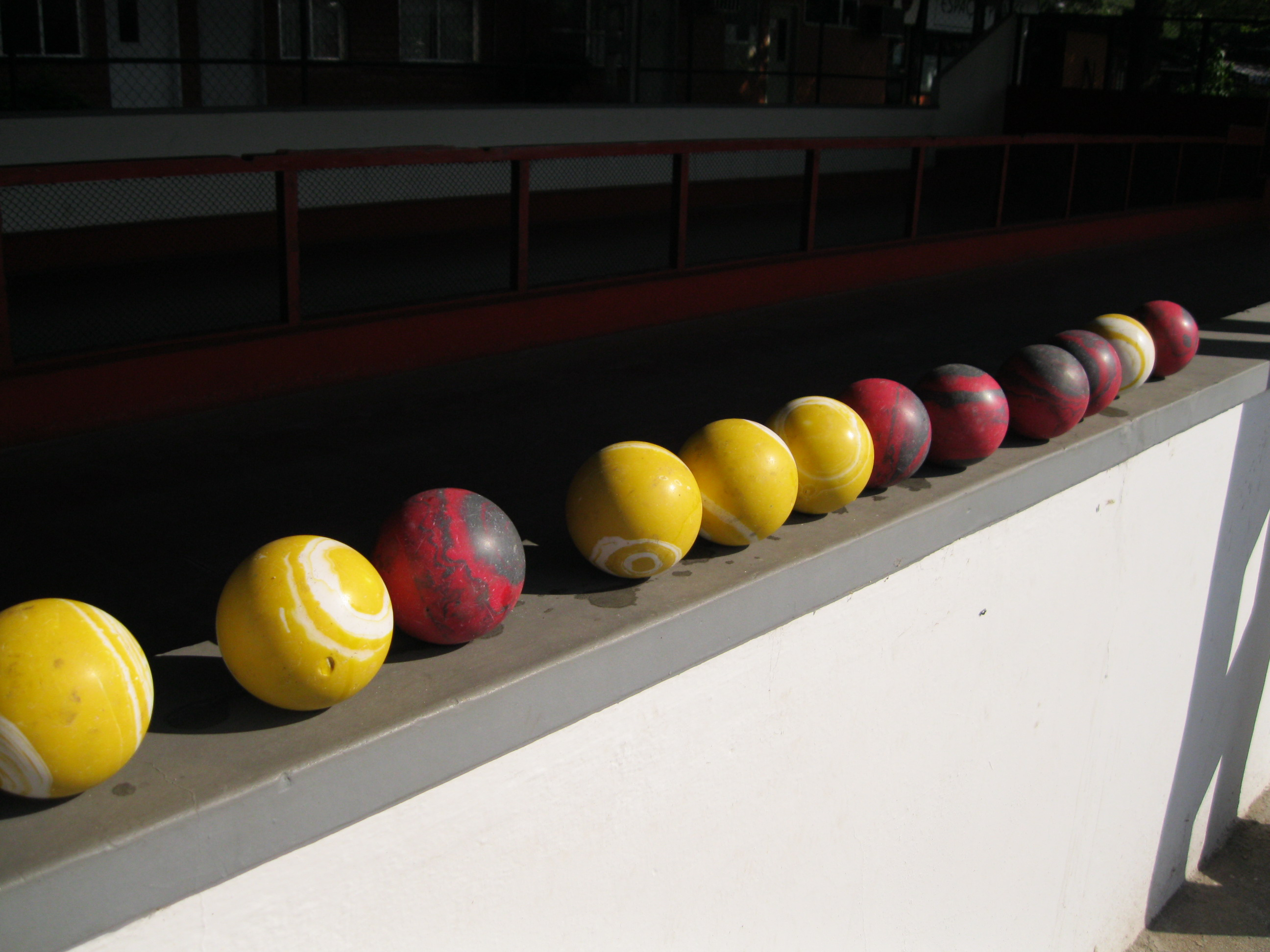
Bolas de Bocha.

O jogo de bocha consiste no arremesso das bochas sobre uma cancha sintética, de terra batida ou de saibro, visando posicioná-las o mais próximo possível do bolim - uma bocha menor que as demais, que serve como referência para a marcação dos pontos.
Iniciam-se as partidas individuais com o arremesso do bolim pelo jogador que logrou mais pontos na partida anterior, o qual tem ainda o direito de arremessar a primeira bocha.
Antigamente eram permitidas as "lagarteadas", isto é, arremessar a bocha com força rolando em vez de arremessá-la pelo ar. Atualmente as regras determinam distâncias específicas para as áreas a serem atingidas pelos bochaços. O "bochaço" ocorre quando, em sua vez de jogar, o atleta conclui não haver outra maneira de ficar mais próximo ao bolim do que seu adversário.